# Condado de Lea
El condado de Lea es uno de los 33 condados del estado estadounidense de Nuevo México. La sede del condado es Lovington, siendo Hobbs su mayor ciudad. El condado tiene un área de 11.380 km² (de los cuales 3 km² están cubiertos por agua) y una población de 55.511 habitantes, para una densidad de población de 5 hab/km² (según censo nacional de 2000). Este condado fue fundado en 1917.

## Demografía
Para el censo de 2000, había 55.511 personas, 19.699 cabezas de familia, y 14.715 familias residiendo en el condado. La densidad de población era de 13 habitantes por milla cuadrada.
La composición racial del condado era:
- 67,13% blancos
- 4,37% negros o negros americanos
- 0,99% nativos americanos
- 0,39% asiáticos
- 0,04% isleños
- 23,81% otras razas
- 3,27% de dos o más razas.

Había 19.699 cabezas de familia, de las cuales el 39,30% tenían menores de 18 años viviendo con ellas, el 57,80% eran parejas casadas viviendo juntas, el 12,20% eran mujeres cabeza de familia monoparental (sin cónyuge), y 25,30% no eran familias.
El tamaño promedio de una familia era de 3,20 miembros.
En el condado el 30,10% de la población tenía menos de 18 años, el 10,10% tenía de 18 a 24 años, el 27,30% tenía de 25 a 44, el 20,30% de 45 a 64, y el 12,20% eran mayores de 65 años. La edad promedio era de 33 años. Por cada 100 mujeres había 100,30 hombres. Por cada 100 mujeres mayores de 18 años había 99,00 hombres.

## Economía
Los ingresos medios de una cabeza de familia del condado eran de USD$29.799 y el ingreso medio familiar era de $34.665. Los hombres tenían unos ingresos medios de $32.005 frente a $20.922 de las mujeres. El ingreso per cápita del condado era de $14.184. El 17,30% de las familias y el 21,10% de la población estaban debajo de la línea de pobreza. Del total de gente en esta situación, 28,00% tenían menos de 18 y el 14,90% tenían 65 años o más.